# تپه یک سیاه بید سفلی
تپه یک سیاه بید سفلی مربوط به سده‌های میانه و متاخر دوران‌های تاریخی پس از اسلام است و در شهرستان کرمانشاه، بخش مرکزی، دهستان دورود فرامان، ۷۰۰ متری جنوب و جنوب غرب روستای سیاه بید سفلی واقع شده و این اثر در تاریخ ۲۶ اسفند ۱۳۸۷ با شمارهٔ ثبت ۲۵۴۵۸ به‌عنوان یکی از آثار ملی ایران به ثبت رسیده است.